# Szatania Turniczka
Szatania Turniczka (słow. Satanova vežička, 2373 m) – niewielkie wzniesienie w Grani Baszt, w słowackich Tatrach Wysokich. Grań ta oddziela Dolinę Młynicką (po zachodniej stronie) od Doliny Mięguszowieckiej (po wschodniej stronie). Szatania Turniczka znajduje się w południowo-wschodniej grani Szatana pomiędzy Szatanim Karbem (2362 m) a Przełęczą nad Czerwonym Żlebem (2324 m) i stanowi najdalej na południe wysunięty obiekt w masywie Szatana. Nazwę nadał mu Arno Puškáš. Jej wielkim zachodnim żebrem prowadzi droga wspinaczkowa Zachodnim żebrem Szataniej Turniczki (III w skali tatrzańskiej, czas przejścia 6 godz. 30 min).
W Grani Baszt liczne obiekty mają szatańskie, czarcie, diabelskie lub piekielne nazewnictwo. Związane są z powtarzającym się zjawiskiem spadania kamieni, które przypisywano diabłom zrzucającym głazy na poszukiwaczy diabelskich skarbów. 

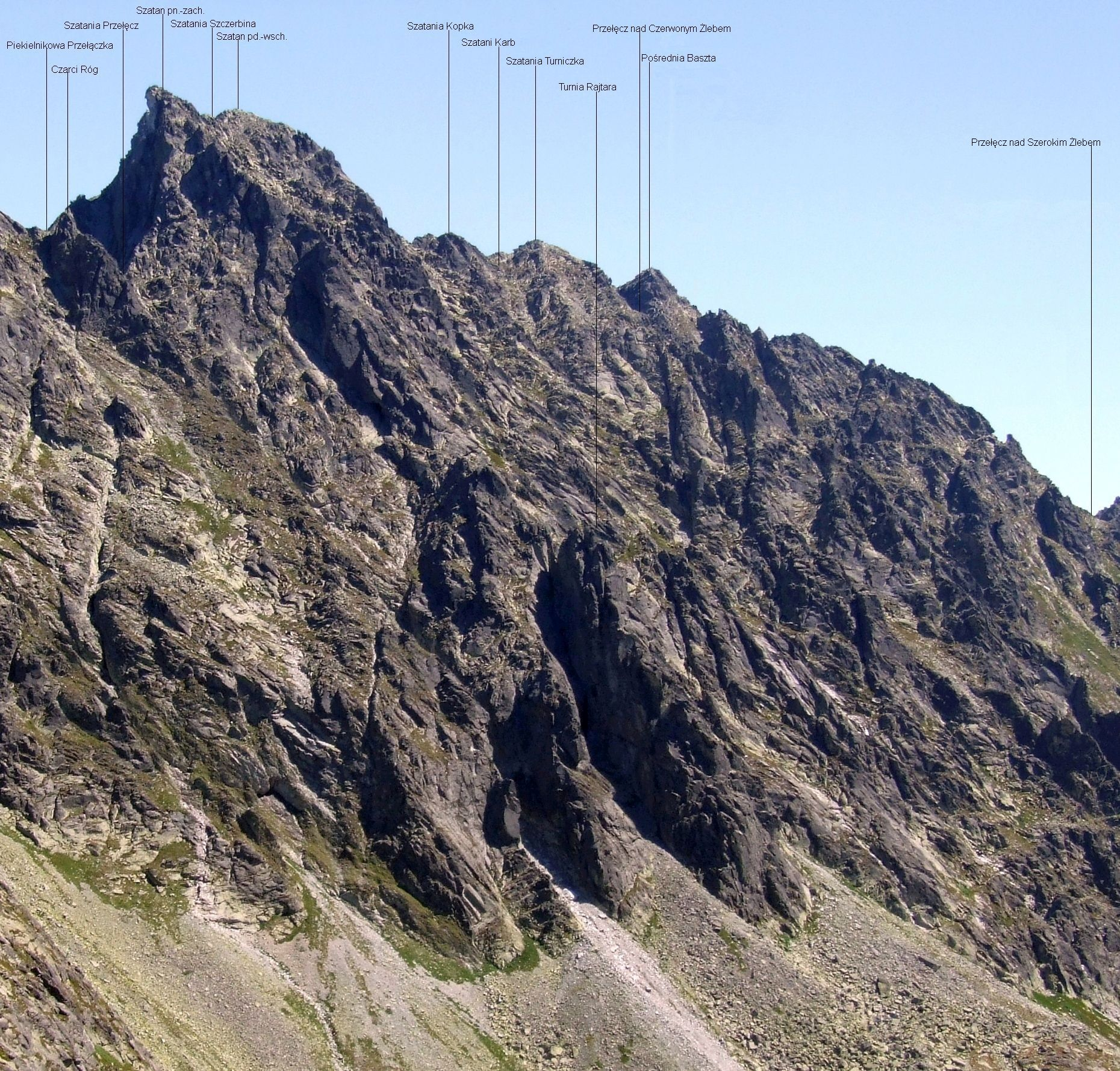
Widok z Doliny Młynickiej